# Oreca 03

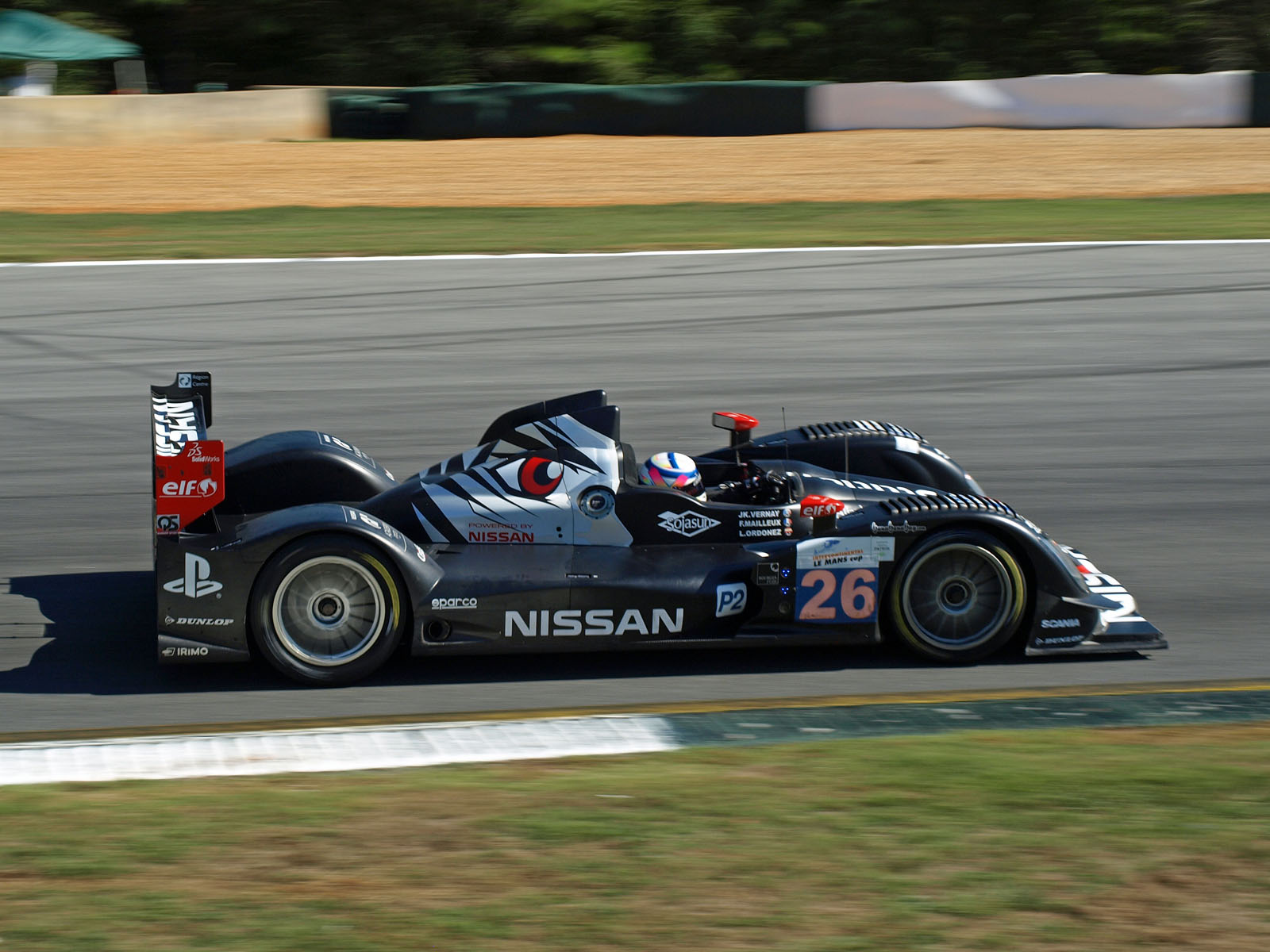
La Signatech Nissan au Petit Le Mans 2011.

L'Oreca 03 est une barquette de course construite par Oreca pour répondre à la nouvelle réglementation 2011 et concourir en catégorie LMP2 en Le Mans Series, American Le Mans Series et aux 24 Heures du Mans.
La voiture débute en compétition lors des 12 Heures de Sebring 2011 et obtient sa première victoire de catégorie lors de sa troisième course aux 1 000 kilomètres de Spa 2011.
L'Alpine A450 est basée sur le même châssis, et est très proche de l'Oreca 03.

## Palmarès
- Championnat du monde d'endurance FIA
  - Victoire dans la catégorie LMP2 aux 6 Heures de Silverstone 2012 avec ADR (en)-Delta

- Intercontinental Le Mans Cup
  - Champion dans la catégorie LMP2 lors de l'Intercontinental Le Mans Cup 2011 avec Signatech Nissan
  - Victoire dans la catégorie LMP2 aux 1 000 kilomètres de Spa 2011 avec le TDS Racing
  - Victoire dans la catégorie LMP2 aux 6 Heures de Zhuhai 2011 avec Signatech Nissan

- Le Mans Series
  - Victoire dans la catégorie LMP2 aux 6 Heures d'Estoril 2011 avec le TDS Racing
  - Victoire aux 6 Heures du Castellet 2012 avec le TDS Racing
  - Victoire aux  3 Heures de Budapest 2013 avec Signatech-Alpine
  - Titre pilotes pour Pierre Ragues et Nelson Panciatici et écurie pour Signatech-Alpine en European Le Mans Series.

## Technique
Le châssis est né de la nouvelle réglementation 2011 de l'ACO dont le but est de réduire les coûts dans la catégorie LMP2.
Plusieurs écuries ont fait le choix de ce châssis en 2011 pour participer aux Le Mans Series, Signatech, Oreca, TDS Racing et Boutsen Energy Racing ont choisi le moteur V8 Nissan VK45DE de 4,5 L utilisé en Super GT alors que l'écurie Race Performance a préféré le moteur V8 Judd-BMW HK de 3,6 L nouvellement développé.